# المعتز بالله إينو

## وصلات خارجية
- المعتز بالله إينو على موقع قاعدة بيانات كرة القدم.إي يو (الإنجليزية)
- المعتز بالله إينو على موقع ناشيونال فوتبول تيمز (الإنجليزية)

1. ↑  National-Football-Teams.com (بالإنجليزية), QID:Q18693731
2. ↑  موقع جول، QID:Q1533419